# Comarca de Puente la Reina
La Comarca de Puente la Reina (Garesaldea en euskera) es una comarca y una subzona (según la Zonificación Navarra 2000) de la Comunidad Foral de Navarra (España), situada dentro de la zona de Pamplona. Esta comarca está formada por 13 municipios y forma parte de la Merindad de Pamplona.

## Geografía física

### Situación
La comarca se encuentra situada en la parte central de la Comunidad Foral de Navarra; por ella discurre el curso medio del Río Arga y ocupa casi la totalidad del Valdizarbe exceptuándose los municipios occidentales de este valle que están dentro de la merindad de Estella y forman parte de la comarca de Estella Oriental. La comarca tiene 187,65 m² de superficie y limita al norte y este con la Cuenca de Pamplona; al sur con la Comarca de Tafalla y al oeste con la de Estella Oriental.

## Municipios
La comarca de Puente la Reina está formada por 13 municipios, que se listan a continuación con los datos de población, superficie y densidad correspondientes al año 2017 según el INE.
| Municipio       | Población | Superficie | Densidad |
| --------------- | --------- | ---------- | -------- |
| Adiós           | 155       | 7,72       | 20.08    |
| Artazu          | 117       | 6,03       | 19.4     |
| Añorbe          | 543       | 24,10      | 22.53    |
| Biurrun-Olcoz   | 207       | 15,69      | 13.19    |
| Enériz          | 293       | 9,55       | 30.68    |
| Guirguillano    | 76        | 24,64      | 3.08     |
| Legarda         | 110       | 8,30       | 13.25    |
| Muruzábal       | 241       | 5,94       | 40.57    |
| Obanos          | 906       | 19,85      | 45.64    |
| Puente la Reina | 2805      | 39,71      | 70.64    |
| Tirapu          | 45        | 5,64       | 7.98     |
| Úcar            | 183       | 11,85      | 15.44    |
| Uterga          | 164       | 8,63       | 19       |